# Douglas Harbour
Douglas Harbour är en hamn i Isle of Man. Den ligger i den södra delen av Isle of Man, i huvudstaden Douglas. 